# Jørn Didriksen
Jørn Didriksen (ur. 27 sierpnia 1953 w Jevnaker) – norweski łyżwiarz szybki, srebrny medalista olimpijski.

## Kariera
Największy sukces w karierze Jørn Didriksen osiągnął w 1976 roku, kiedy podczas igrzysk olimpijskich w Innsbrucku zdobył srebrny medal w biegu na 1000 m. W zawodach tych wyprzedził go jedynie Amerykanin Peter Mueller, a trzecie miejsce zajął Walerij Muratow z ZSRR. Był to jego jedyny start olimpijski oraz jedyny medal wywalczony na arenie międzynarodowej. W 1975 roku zajął czwarte miejsce podczas mistrzostw świata w wieloboju sprinterskim w Göteborgu, przegrywając walkę o medal z Walerijem Muratowem.
Po zakończeniu kariery sportowej został pisarzem.